# Olophontosia rufotincta
Olophontosia rufotincta är en fjärilsart som beskrevs av George Francis Hampson 1895. Olophontosia rufotincta ingår i släktet Olophontosia och familjen tandspinnare. Inga underarter finns listade i Catalogue of Life.